# Ali, Rabiaa et les Autres...
Pour plus de détails, voir Fiche technique et Distribution.
Ali, Rabiaa et les Autres est un film marocain réalisé par Ahmed Boulane, sorti en 2000.

## Synopsis
Ali, impliqué dans une affaire politique, passe 20 ans en prison pour meurtre.
À sa sortie, tout est bien différent, le groupe d'amis s'est éclaté, chacun mène sa vie, Ali n'a plus cette place privilégiée d'autrefois.
Seules Rabiaa et sa fille offrent une solution de réintégration au présent et de réconciliation avec le passé, pourtant douloureuse à réaliser.

## Fiche technique
- Titre : Ali, Rabiaa et les autres…
- Réalisation : Ahmed Boulane
- Scénario : Ahmed Boulane
- Images : Giovanni Brescini
- Son : Najib Chlih
- Musique : Younes Megri
- Production : Boulane O'Byrne Productions
- Pays d'origine : Maroc
- Format : Couleurs - 35 mm
- Genre : drame
- Durée : 85 minutes
- Date de sortie : 2000 (Maroc)

## Distribution
- Younes Megri : Ali
- Hiam Abbass : Rabiaa
- Hassan El Fad : Abdellah

## Autour du film
- Ali, Rabiaa et les autres est le premier film marocain qui traite des années de plomb au Maroc. Une "censure officieuse" le retira rapidement des salles de cinéma, et sa diffusion dans les télévisions marocaines fut amputée de quelques minutes.
- en 2005, lors de la projection du film à la Faculté des Sciences Humaines à Casablanca, la projection fut interrompue par des étudiants islamistes[réf. nécessaire].

## Distinctions
- Prix d’interprétation Festival d’Alexandrie, Égypte 2001.
- Prix de la meilleure 1re œuvre FNF* Marrakech, Maroc 2001.
- Prix de la presse du meilleur film FNF Marrakech, Maroc 2001.
- Prix de montage FNF Marrakech, Maroc 2001.
- Prix d’interprétation FNF Marrakech, Maroc 2001.
- Prix spécial de jury au Festival d’Avança, Portugal 2001.
- Mention spéciale au Festival du film arabe de Fameck, France 2001.